# Notiphila elophila
Notiphila elophila är en tvåvingeart som beskrevs av Wayne N. Mathis 1979. Notiphila elophila ingår i släktet Notiphila och familjen vattenflugor.
Artens utbredningsområde är New York. Inga underarter finns listade i Catalogue of Life.